# STK26
STK26 (англ. Serine/threonine kinase 26) – білок, який кодується однойменним геном, розташованим у людей на X-хромосомі. Довжина поліпептидного ланцюга білка становить 416 амінокислот, а молекулярна маса — 46 529.
| 10         |  | 20         |  | 30         |  | 40         |  | 50         |
| ---------- |  | ---------- |  | ---------- |  | ---------- |  | ---------- |
| MAHSPVAVQV |  | PGMQNNIADP |  | EELFTKLERI |  | GKGSFGEVFK |  | GIDNRTQQVV |
| AIKIIDLEEA |  | EDEIEDIQQE |  | ITVLSQCDSS |  | YVTKYYGSYL |  | KGSKLWIIME |
| YLGGGSALDL |  | LRAGPFDEFQ |  | IATMLKEILK |  | GLDYLHSEKK |  | IHRDIKAANV |
| LLSEQGDVKL |  | ADFGVAGQLT |  | DTQIKRNTFV |  | GTPFWMAPEV |  | IQQSAYDSKA |
| DIWSLGITAI |  | ELAKGEPPNS |  | DMHPMRVLFL |  | IPKNNPPTLV |  | GDFTKSFKEF |
| IDACLNKDPS |  | FRPTAKELLK |  | HKFIVKNSKK |  | TSYLTELIDR |  | FKRWKAEGHS |
| DDESDSEGSD |  | SESTSRENNT |  | HPEWSFTTVR |  | KKPDPKKVQN |  | GAEQDLVQTL |
| SCLSMIITPA |  | FAELKQQDEN |  | NASRNQAIEE |  | LEKSIAVAEA |  | ACPGITDKMV |
| KKLIEKFQKC |  | SADESP     |  |            |  |            |  |            |

A: Аланін

C: Цистеїн

D: Аспарагінова кислота

E: Глутамінова кислота

F: Фенілаланін

G: Гліцин

H: Гістидин

I: Ізолейцин

K: Лізин

L: Лейцин

M: Метіонін

N: Аспарагін

P: Пролін

Q: Глутамін

R: Аргінін

S: Серин

T: Треонін

V: Валін

W: Триптофан

Кодований геном білок за функціями належить до трансфераз, кіназ, серин/треонінових протеїнкіназ, фосфопротеїнів. 
Задіяний у таких біологічних процесах, як апоптоз, ацетилювання, альтернативний сплайсинг. 
Білок має сайт для зв'язування з АТФ, нуклеотидами, іонами металів, іоном магнію. 
Локалізований у цитоплазмі, апараті гольджі.